# شاهزاده سونیوشی تاکه‌دا
شاهزاده سونیوشی تاکه‌دا (به ژاپنی: 竹田宮恒徳王); ۴ مارس ۱۹۰۹ – ۱۱ مهٔ ۱۹۹۲) سیاستمدار اهل ژاپن و نوه امپراتور میجی بود.